# Chauriat
Chauriat település Franciaországban, Puy-de-Dôme megyében. Lakosainak száma 1779 fő (2022. január 1.). Chauriat Billom, Chas, Saint-Bonnet-lès-Allier, Saint-Georges-sur-Allier, Vassel, Vertaizon és Mur-sur-Allier községekkel határos.

## Népesség
A település népességének változása:
| Lakosok száma | 1615 | 1654 | 1692 | 1677 | 1688 | 1699 | 1731 | 1740 | 1779 |
|               | 2013 | 2015 | 2016 | 2017 | 2018 | 2019 | 2020 | 2021 | 2022 |